# CC2D2A
CC2D2A‏ (Coiled-coil and C2 domain containing 2A) هوَ بروتين يُشَفر بواسطة جين CC2D2A في الإنسان.